# The Ghost Busters
The Ghost Busters est une série télévisée américaine en quinze épisodes de 25 minutes produite par Filmation et diffusée du 6 septembre 1975 au 13 décembre 1975 sur le réseau CBS.
Elle a inspiré une série animée diffusée en 1986. Elle n'a en revanche rien à voir avec le film d'Ivan Reitman, SOS Fantômes, sorti en 1984, ni avec ses dérivés.
Cette série est inédite dans tous les pays francophones.

## Synopsis
Spenser, Kong et le gorille Tracy sont des détectives spécialisés dans le paranormal. Le bureau des chasseurs se trouve au rez-de-chaussée d'un bâtiment désaffecté. Lorsqu'il reçoivent un appel d'un client, qui a généralement des problèmes avec un fantôme ou un monstre, notre trio s'équipe de matériel fait maison plutôt rudimentaire et part à la chasse au monstre.

## Fiche technique
- Créateur : Marc Richards
- Producteur associé : Marc Richards
- Producteurs exécutifs : Lou Scheimer, Norm Prescott et Richard M. Rosenbloom
- Musique : Ray Ellis et Norm Prescott
- Directeur de la photographie : George Spiro Dibie
- Montage : Rod Stephens
- Distribution : Ross Brown et Meryl O'Laughlin
- Création des décors : Keaton S. Walker
- Création des costumes : Robert Turturice
- Effets spéciaux de maquillage : Frank Griffin
- Compagnie de production : Filmation Associates
- Compagnie de distribution : Columbia Broadcasting System
- Langage : Anglais Mono
- Image : Couleurs
- Durée : 25 minutes
- Ratio : 1.33:1 plein écran
- Format : Vidéo

## Distribution
- Forrest Tucker : Jake Kong
- Larry Storch : Eddie Spenser
- Bob Burns : Tracy le gorille
- Huntz Hall : Gronk
- Jim Backus : Eric, le rouge
- Ina Balin : Morgan Le Fay
- Johnny Brown : Fat Man
- Philip Bruns : Scroggs
- Severn Darden : Dr Jekyll
- Dena Dietrich : Comtesse
- Ronny Graham : Dr Centigrade
- Ann Morgan Guilbert : la sorcière
- Ted Knight : Simon de Canterville
- Bernie Kopell : Dr Frankenstein
- Howard Morris : Le baron rouge
- Stanley Adams : Aloysius Beane
- Carl Ballantine : Merlin
- Billy Barty : Le lapin
- Robert Easton : Sparks
- Joe E. Ross : Mr. Hyde
- Len Lesser : Mr C

## Épisodes
1. Le Singe Maltais (The Maltese Monkey)
2. Le Retour du Dr Frankenstein (Dr. Whatsisname)
3. Le Fantôme de Canterville (The Canterville Ghost)
4. Qui a peur du grand méchant loup ? (Who's Afraid of the Big Bad Wolf ?)
5. Le Hollandais Volant (The Flying Dutchman)
6. La Revanche du Mannequin (The Dummy Revenge)
7. Une Gaze sans valeur (A Worthless Gauze)
8. La Sorcière de Salem (Which Witch is Which ?)
9. Les Cavaliers Fantômes (They Went Thataway)
10. L'apprenti du vampire (The Vampire's Apprentice)
11. Jekyll et Hyde (Jekyll & Hyde : Together, for the First Time)
12. Le Baron Rouge (Only Ghosts Have Wings)
13. La Charge des Vikings (The Vikings Have Landed)
14. Merlin (Merlin, The Magician)
15. L'Abominable Homme des Neiges (The Abominable Snowman)

## DVD
- Zone 1 :  États-Unis

L'intégralité de la série est sortie en Zone 1 en coffret 3 DVD chez BCI le 27 avril 2007 avec de nombreux bonus sur les coulisses et des interviews des producteurs. Les coffrets ont depuis été épuisés et ne sont plus sur le marché.
- Zone 2 :  Espagne

L'intégralité de la série est sortie en Zone 2 en coffret 3 DVD chez Savor Ediciones, S.A. le 28 octobre 2009 en audio espagnol uniquement sans sous-titres et sans suppléments. (ASIN B0055KO5J2)
- Zone 4 :  Australie

L'intégralité de la série est sortie en Zone 4 en coffret 2 DVD chez Shock Entertainment le 6 juillet 2016 en audio anglais uniquement sans sous-titres et sans suppléments. (ASIN B01HD2SYPK)